# 6-я дивизия морской пехоты (США)
6-я дивизия морской пехоты — ныне не существующая дивизия Корпуса морской пехоты США. Принимала участие в битве за Окинаву.

## Вторая Мировая Война
Сформирована 7 сентября 1944 года на острове Гуадалканал. Основой дивизии стали ветераны 2-й дивизии морской пехоты, прошедшие сражение за атолл Тарава и битву за Сайпан. В трех полках ветераны составляли 50% состава, поэтому дивизия не считалась неопытным подразделением. С 1 апреля 1945 года участвовала в сражении за Окинаву. За время войны потери дивизии составили 1700 убитых, 7400 раненных
После войны дислоцировалась на острове Гуам, затем на Циндао. Расформирована 1 апреля 1946 года.

## Организационная структура
- Штабной батальон
- 4-й полк морской пехоты
- 15-й полк морской пехоты
- 22-й полк морской пехоты
- 29-й полк морской пехоты
- 6-й танковый батальон
- 6-й инженерный батальон
- 6-й сапёрный батальон
- 6-й батальон обслуживания
- 6-й медицинский батальон
- 6-й автомобильный батальон
- Разведывательно-снайперский взвод

## Командование дивизии

### Командиры дивизии
- генерал-майор Лемюэл Шеперд (Lemuel C. Shepherd, Jr.) (7 сентября 1944 — 24 декабря 1945)
- генерал-майор Арчи Ховард (Archie F. Howard) (24 декабря 1945 — 1 апреля 1946)

### Заместитель командира дивизии
- бригадный генерал Уильям Клемент (William T. Clement) (7 сентября 1944 — 1 апреля 1946)

### Начальники штаба дивизии
- полковник Джон Уокер (John T. Walker) (7 сентября 1944 — 16 ноября 1944)
- полковник Джон Маккуин (John C. McQueen) (17 ноября 1944 — 1 апреля 1946)